# ماركو ماتياس (مغني)
ماركو ماتياس هو مغني برتغالي، ولد في 17 يونيو 1975 في زولينغن في ألمانيا.

## وصلات خارجية
- ماركو ماتياس على موقع ميوزك برينز (الإنجليزية)